# 岩大袋鼠
岩大袋鼠（學名Macropus robustus）是廣泛分佈在澳洲大陸的一種大型袋鼠。
岩大袋鼠主要是夜間活動及獨自生活的，且是最為普遍的一種。其亞種多是兩性異形的。其下有四個亞種：
- M. r. robustus：分佈在澳洲東部。雄性呈深灰色，像黑大袋鼠；雌性較淺色，一般呈沙色。[2]
- M. r. erubescens：其外觀有多種，主要都是呈褐色的。[2]
- M. r. isabellinus：分佈在西澳大利亞州的巴羅島。其體型相對較少，一般呈紅褐色。[2]
- M. r. woodwardi：分佈在金伯利（Kimberley）至北領地。是亞種中最淡色，呈褐灰色。[2]

雖然岩大袋鼠未受到威脅，但在巴羅島的亞種卻已被列為易危。

## 外部連結
- Animal Diversity Web （页面存档备份，存于）
- Sedgwick County Zoo